# 717 î.Hr.
Milenii: Mileniul al II-lea î.Hr. - Mileniul I î.Hr. - Mileniul I
Secole: Secolul al IX-lea î.Hr. - Secolul al VIII-lea î.Hr. - Secolul VII î.Hr.
Decenii: Anii 760 î.Hr. Anii 750 î.Hr. Anii 740 î.Hr. Anii 730 î.Hr. Anii 720 î.Hr. - Anii 710 î.Hr. - Anii 700 î.Hr. Anii 690 î.Hr. Anii 680 î.Hr. Anii 670 î.Hr. Anii 660 î.Hr.
Ani: 722 î.Hr. 721 î.Hr. 720 î.Hr. 719 î.Hr. 718 î.Hr. - 717 î.Hr. - 716 î.Hr. 715 î.Hr. 714 î.Hr. 713 î.Hr. 714 î.Hr.

## Decese
- Romulus, unul dintre cei doi fondatorii tradiționali ai Romei.